# Balch Creek
Balch Creek é um afluente do rio Willamette, no estado americano de Oregon. Nascendo nas Montanhas Tualatin (West Hills), o riacho flui majoritariamente para o leste por um canyon ao longo da Northwest Cornell Road no Condado de Multnomah, e através da seção Macleay Park do Forest Park, um grande parque municipal em Portland. Na extremidade inferior do parque, o riacho entra em uma tubulação e permanece no subsolo até chegar ao rio. Danford Balch, que originou a denominação do riacho, estabeleceu uma reivindicação de terra ao longo da área em meados do século XIX.
O basalto, principalmente coberto por lodo nas terras altas e sedimentos nas terras baixas, é a base da bacia hidrográfica de Balch Creek. A parte superior da bacia inclui terrenos residenciais privados, o santuário natural da Audubon Society of Portland e parte do Forest Park. A vegetação natural é composta de  floresta de coníferas e cicuta ocidental com um sub-bosque bem desenvolvido de arbustos. Sessenta e duas espécies de mamíferos e mais de 112 espécies de pássaros habitam o Forest Park. Uma pequena população de trutas  reside no riacho, que em 2005 era o único grande corpo de água em Portland que atendia aos padrões estaduais para população de  bactérias, temperatura e oxigênio adequado.
Embora as reservas naturais cubram grande parte dos territórios superiores e médios da bacia hidrográfica, os locais industriais dominam a parte inferior. O histórico lago Guild ocupou parte da bacia hidrográfica inferior até ao século XIX. Após tal data, o lago desapareceu após ser convertido para fins industriais.

## Curso
Balch Creek se inicia no Forest Park, no condado de Multnomah, adjacente da Northwest Skyline Boulevard e Northwest Thompson Road no topo das West Hills. Flui geralmente para o leste cerca de 6.5 km até sua confluência com o Rio Willamette, um grande afluente do rio Columbia . O riacho cai de 340 m acima do nível do mar em sua origem a 14 metros em sua foz.
De sua nascente, o riacho vai em direção leste em uma propriedade privada próxima ao Forest Park, antes de virar brevemente para o sul cerca de 5 km da foz. Em seguida, o riacho recebe um afluente na margem direita e se direciona para sudeste em uma propriedade privada ao longo da Northwest Cornell Road . Principia na cidade e na Audubon Society of Portland simultaneamente cerca de 3 km da foz, recebe mais dois afluentes sem denominação à direita, direcionando para nordeste, entrando na área do Forest Park conhecido como Parque Macleay.
Por cerca de 0.40 km o riacho é paralelo à Wildwood Trail, a principal trilha de caminhada do Forest Park, até entrar na rota de um antigo banheiro público conhecido como Stone House. A partir dali, Balch Creek corre ao lado da trilha Lower Macleay, por cerca de 1.3 km. Próximo a Northwest Thurman Street, cerca de 1.6 km da foz, o riacho flui até se encerrar no esgoto pluvial. A água deságua no rio Willamette no bairro Industrial Noroeste da cidade em Outfall. Cerca de 16 km abaixo deste emissário, o Willamette deságua no rio Columbia.

### Fluxo
O Bureau of Environmental Services (BES) da cidade de Portland monitorou o fluxo de Balch Creek de junho de 1996 a setembro de 2002 em um local, onde o riacho sai da superfície e entra em um esgoto pluvial no Macleay Park. Foi relatado  um fluxo médio de verão de 0.0053 m³/s, um máximo de 1.7 m³/s e um mínimo de 0. O fluxo médio no inverno foi de 0.054 m³/s, com um máximo de 2.1 m³/s e um mínimo de 0.
As medições feitas durante a primavera de meados de maio a meados de julho de 2002, mostraram o fluxo com inicialmente 0.71 m³/s e diminuindo para 0 no início de junho. As medições feitas durante o outono do final de agosto ao final de dezembro de 2001, foram quase zero.

## Geologia
Cerca de 16 milhões de anos atrás, durante o Mioceno Médio, o rio Columbia corria por uma planície ao sul de seu canal moderno. Erupções de aberturas lineares no leste de Oregon e Washington fluíram por este canal através do que mais tarde se tornou o Vale Willamette .  Tais fluxos, alguns dos quais atingiram o Oceano Pacífico, ocorreram entre 16,5 e 15,6 milhões de anos atrás e cobriram cerca de 160,000 km.  Os geólogos identificaram numerosos fluxos de basalto nas West Hills, onde estão subjacentes às encostas mais íngremes do Forest Park e formam as rochas com colunas visíveis em partes do Balch Creek Canyon.  Lodos depositados pelo vento, instáveis quando molhados, mais tarde cobriram a maior parte da lava. A instabilidade e o assoreamento das margens dos riachos são comuns, e a ameaça de deslizamentos de terra desencorajou o desenvolvimento urbano nas colinas.
Entre 19.000 e 15.000 anos atrás, os eventos cataclísmicos da era do gelo, conhecidos como Inundações de Missoula ou Inundações de Bretz, originadas na região de Clark Fork, no norte de Idaho, inundaram a bacia do rio Columbia em inúmeras  oportunidades .  Isso propiciou que grandes quantidades de detritos e sedimentos se depositassem e criassem novas planícies de inundação no Vale Willamette.  De então até ao século XIX, a bacia hidrográfica inferior de Balch Creek consistia em pântanos e lagos semipermanentes rasos, como o lago Guild. Em seus 1.6 km finais, Balch Creek fluiu através desta planície de inundação.

## História

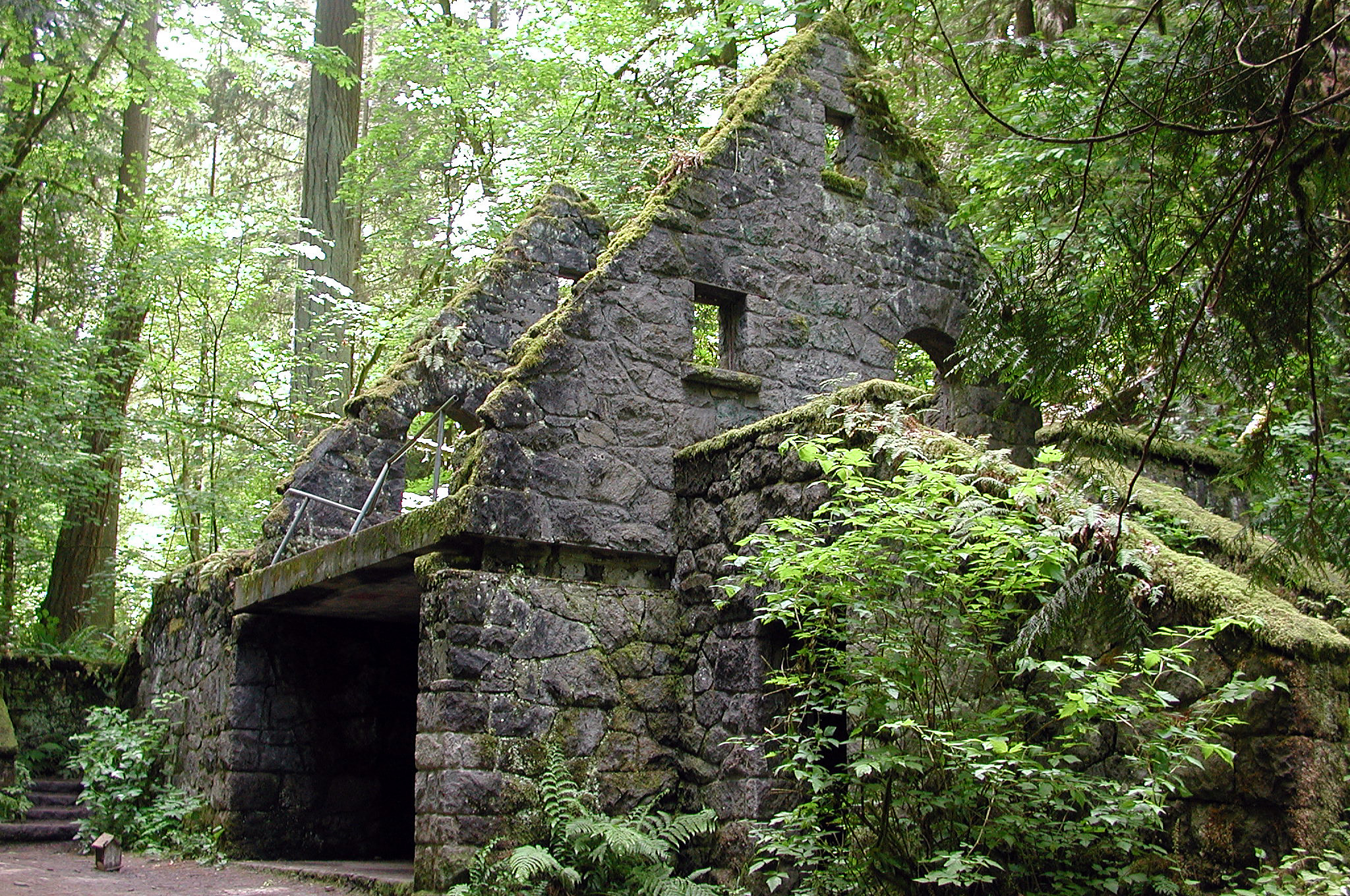
A Works Progress Administration construiu esta estrutura próximo a Balch Creek na década de 1930. A cidade o manteve como banheiro público até 1962.

O condado de Multnomah recebeu tal nome em homenagem aos nativos americanos que viviam na área antes do assentamento por não-indígenas no século XIX. Membros da tribo Multnomah do povo Chinookan viviam na Ilha Sauvie no Rio Willamette e no continente em frente à ilha, a jusante da foz de Balch Creek. Grande parte da área próxima ao riacho inferior era pantanosa e não era utilizada pelos Multnomah. Na década de 1830, doenças transmitidas por exploradores e comerciantes brancos vitimaram boa parte da população nativa em até 90 por cento na bacia do baixo Columbia.
O lago Guild foi batizado em homenagem a Peter Guild, um dos primeiros colonos europeus na área. Em 1847, adquiriu quase 600 acres (2.4 km2)  da bacia hidrográfica por meio de uma reivindicação de terras. Embora ocorram variações na grafia “lago Guild” ("Guild lake") em jornais históricos, mapas e outros documentos, esta tem sido a grafia mais comum desde o início do século XX.
Balch Creek leva o nome de Danford Balch, que ocupou 346 acres (1.40 km2), reivindicando terras rio acima em 1850.
O Parque Macleay  leva o nome de Donald Macleay, comerciante e incorporador imobiliário de Portland que adquiriu o que fora a propriedade Balch.

### Abastecimento de água
Balch Creek foi uma das fontes de água potável de Portland em meados do século XIX. Stephen Coffin e Finice Caruthers, empresários pioneiros de Portland, estabeleceram o primeiro abastecimento público de água para a cidade em 1857, canalizando de Caruthers Creek, no sudoeste de Portland, por meio de troncos de abeto. Na década de 1860 a Portland Water Company, que havia adquirido o negócio existente, adicionou água de Balch Creek ao sistema. Foi canalizado para um reservatório de madeira nas ruas Alder e Pacific.  A escassez e a poluição da água propiciaram a uma modificação no abastecimento das fontes na cidade para o rio Bull Run na cordilheira Cascade . O mesmo forneceu a maior parte da água potável de Portland em 1895. 

### Indústria

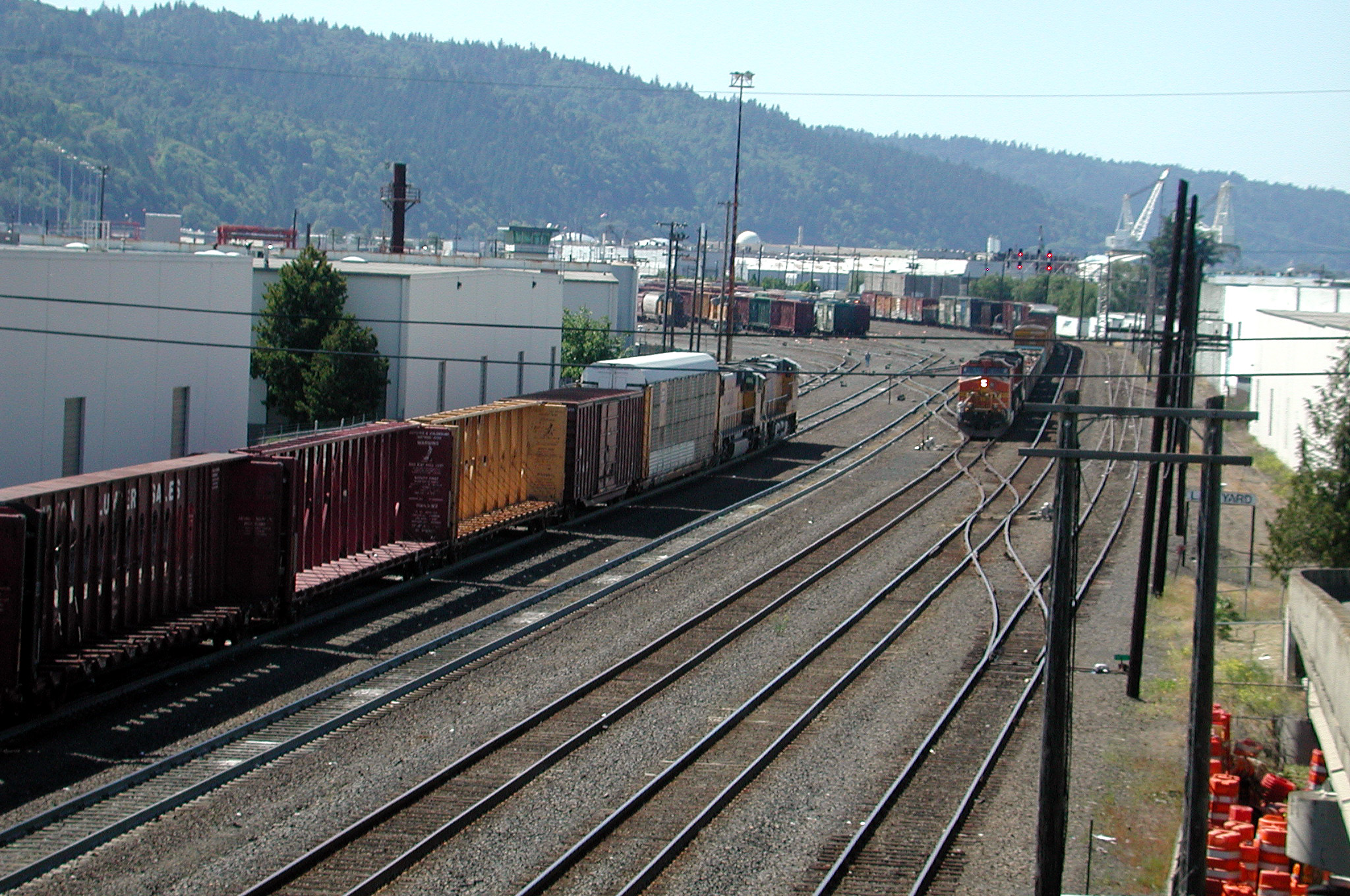
Dois trens passam no pátio ferroviário de Lakeyard, na bacia hidrográfica de Balch Creek, pertencente ao Santuário Industrial do lago Guild

Uma das primeiras indústrias na área do lago Guild foi uma serraria construída na década de 1880. Ao longo dos anos, estruturas de armazenamento de grãos, ferrovias e docas também surgiram ao longo da orla. O Guild’s lake Rail Yard, construído pela Northern Pacific Railway na década de 1880, tornou-se um importante pátio de troca de trens.
Em 1905, a Lewis and Clark Centennial Exposition, realizada em uma ilha artificial no lago Guild, estimulou o crescimento na área. Os líderes cívicos promoveram a área do lago Guild como um bom lugar para a indústria, porém em meados da década de 1920 já havia sumido. O USGS insere o lago Guild nas coordenadas 45° 32′ 11″ N, 122° 44′ 26″ O a uma altitude de 10 m acima do nível do mar entre o que mais tarde se tornou a Northwest Saint Helens Road e a Northwest Yeon Street, ligeiramente a oeste da Northwest, distrito industrial do noroeste de Portland.
Entre as décadas de 1890 e 1930, o aprofundamento do canal no rio Willamette aumentou o status da cidade como um porto marítimo de águas profundas, assim como a conclusão em 1914 de um terminal portuário. A área próxima de rodovias e  terminais marítimos e ferroviários, tornou-se a mais importante parte industrial de Portland. Após a Segunda Guerra Mundial, o processamento e armazenamento de produtos químicos e petróleo, a fabricação de metais e outras grandes indústrias se expandiram no local. Em 2001, o Conselho Municipal de Portland adotou o Plano do Santuário Industrial no lago Guild, que visa proteger a "viabilidade econômica de longo prazo como distrito industrial".

## Bacia hidrográfica

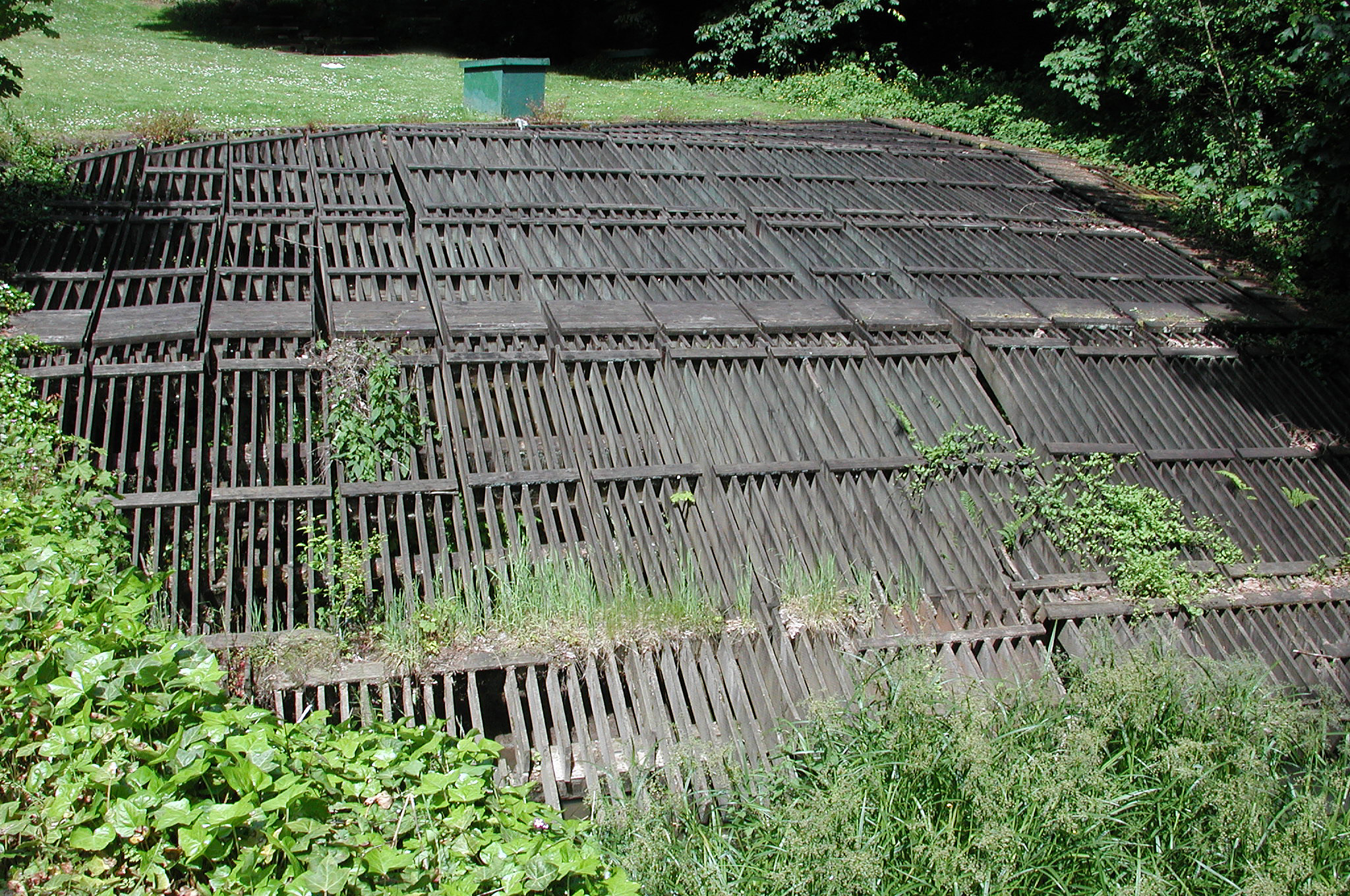
O riacho entra em um esgoto pluvial de Portland por meio de uma grade de madeira perto da Northwest Thurman Street

A bacia hidrográfica de Balch Creek estendi-se por 9.1 km² . Cerca de 27 por cento é zoneado para parques e outros espaços abertos, e cerca de 20 por cento é reservado para indústrias próximas ao rio Willamette. O Condado de Multnomah tem jurisdição sobre 586 acres, cerca de um quarto da bacia hidrográfica. Terras zoneadas para fazendas residenciais e florestas ocupam cerca de 13 por cento do total, principalmente ao longo da borda oeste. Uma mistura de designações residenciais, comerciais e outras constituem segmentos menores. Cerca de 1.600 pessoas viviam na bacia em 2000, e cerca de 6.700 trabalharam lá. As bacias hidrográficas próximas incluem as de outros pequenos riachos que fluem diretamente para o Willamette ao longo do flanco leste das West Hills. A cidade os denominam  como a sub-bacia hidrográfica de Johnson-Nicolai a sudeste, e as sub-bacias hidrográficas de Kittredge e Salzman a noroeste.

### Flora

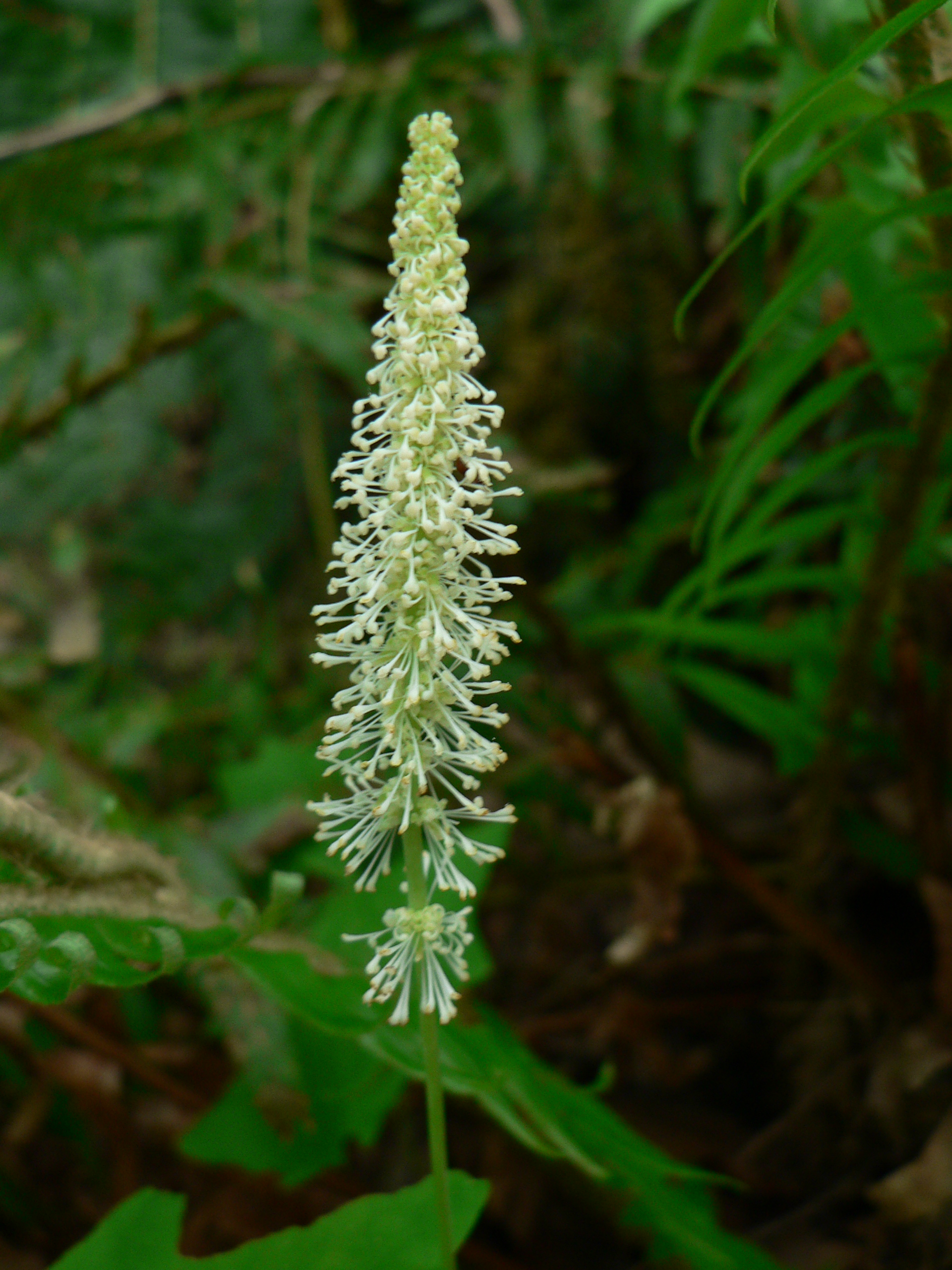
A folha de baunilha faz parte do sub-bosque da floresta na bacia hidrográfica de Balch Creek

A bacia hidrográfica encontra-se parcialmente na ecorregião Coast Range e parcialmente na ecorregião Vale do Willamette, designada pela Agência de Proteção Ambiental dos EUA (EPA). A bacia hidrográfica de Balch Creek na década de 1880 era uma mescla de águas abertas, pântanos, pastagens e floresta, enquanto acima da planície de inundação a área era caracterizada como uma floresta fechada de dossel. Os humanos que se estabeleceram ali no século XIX desmataram imensas áreas e poluíram os pântanos. Em 2002, fotografias aéreas mostraram que edifícios, estacionamentos, estruturas costeiras e outras áreas desmatadas cobriam a maior parte da planície de inundação inferior. Por outro lado, florestas montanhosas protegidas de grandes perturbações cobriam cerca de 65% da bacia hidrográfica.
Acima da planície de inundação, grande parte do habitat  consiste em floresta mista de coníferas . Árvores e arbustos, incluindo populações de amieiros vermelhos e choupos, cobrem cerca de 88 por cento do alcance médio, sendo a grande maioria de seus indivíduos jovens. Próximo as cabeceiras, as florestas contém majoritariamente madeiras nobres. As espécies mais comuns incluem bordo de folha grande, salgueiro, cicuta ocidental, amieiro-vermelho, cedro vermelho ocidental e abeto de Douglas. A maior árvore do parque, Heritage Tree 134, é um pinheiro-Douglas que eleva-se em 74 m de altura, com um tronco de 5,7 m de circunferência .
Forest Park e outras áreas da bacia hidrográfica contém sub - bosques de arbustos bem desenvolvidos, incluindo samambaias, uva Oregon, bordo de videira, salal, mirtilo vermelho,  folha d'água de Fendler, ameixa indiana, salmonberry e urtiga . Entre as flores silvestres proeminentes estão o gengibre selvagem, os sinos das fadas de Hooker, a folha de baunilha, a violeta perene e o trílio .  Espécies raras ou incomuns incluem velhas coníferas, arbustos wahoo ocidentais e sequoias ornamentais.  As espécies invasoras são hera inglesa, azevinho europeu, clematis, manhã glória, e amora Himalaia .

### Fauna

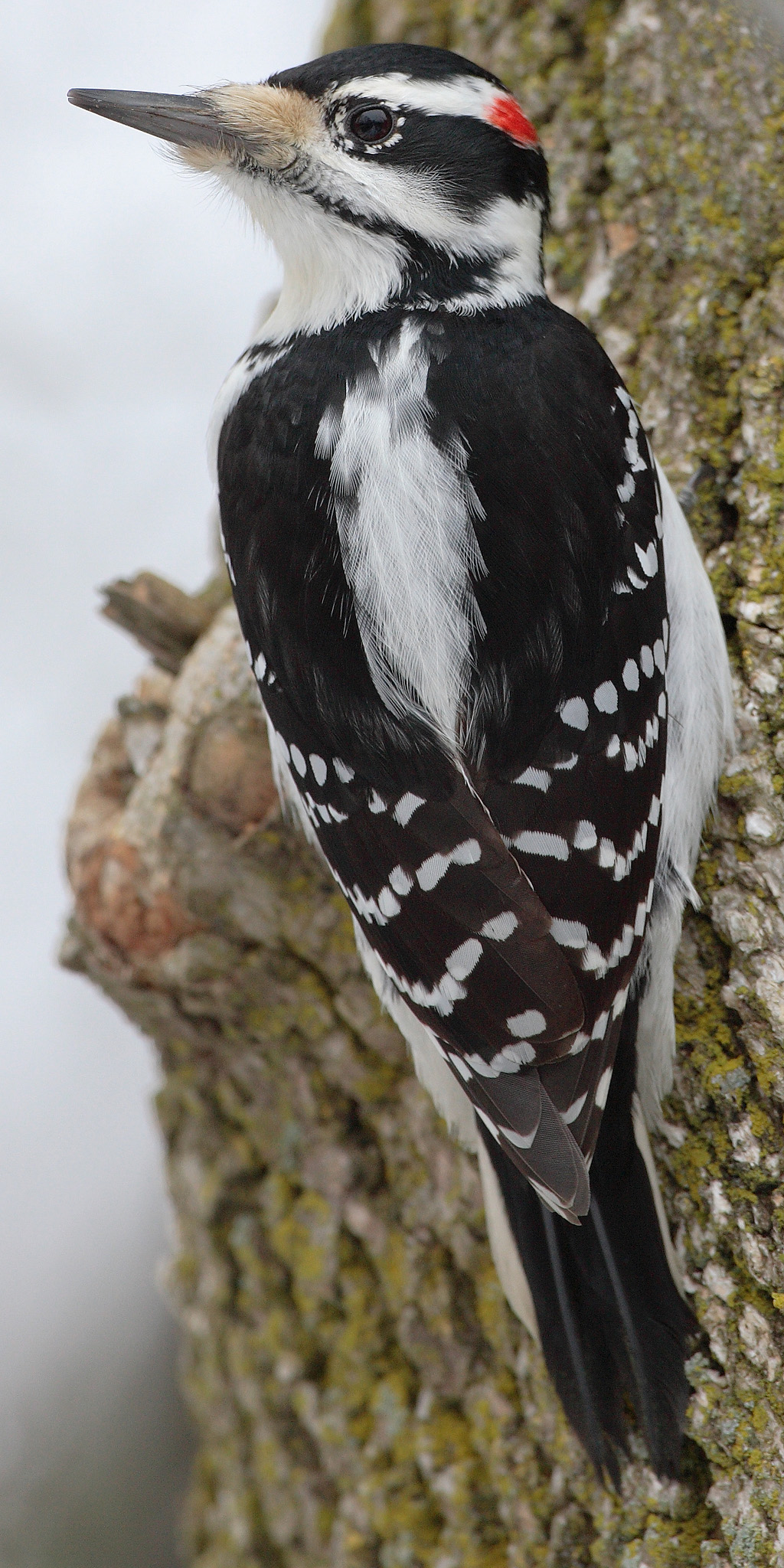
O pica-pau Leuconotopicus villosus é uma das diversas espécies de aves que habitam as imediações de Balch Creek.

O riacho provavelmente abrigou diversas espécies de peixes, incluindo salmão. Após o desvio de um afluente para os pântanos,  os peixes foram impedidos de migrar para o rio Willamette. As partes industriais da bacia hidrográfica são desprovidas de habitats aquáticos remanescente, mas Balch Creek e seus afluentes sustentam uma população relativamente alta de trutas .
Trechos de habitat próximos afetam fortemente a vida selvagem na bacia hidrográfica de Balch Creek, como se evidencia no Forest Park, que se estende a outras bacias hidrográficas a noroeste. Pássaros e animais do vale do rio Tualatin, Cadeias montanhosas da costa do Pacífico, rio Willamette, Sauvie Island, rio Columbia, Vancouver, Washington, terras baixas, entram e saem do parque com relativa facilidade. Sessenta e duas espécies de mamíferos, como o esquilo-voador-do-norte, veado-de-cauda-preta, ratazana-rastejante, lince, coiote, marmota-mazama, pequeno-morcego-marrom, alce-de-roosevelt e rato-saltador-do-pacífico habitam o Forest Park.  O tetraz-azul, o corujão-orelhudo, o pica-pau Leuconotopicus villosus, a corruíra-de-bewick, a mariquita-de-coroa-laranja, a águia-pescadora e o tordo-eremita estão entre as 112 espécies de aves que frequentam a área.  As espécies de anfíbios vistas no Vale do Willamette incluem tritões de pele áspera, pererecas do Pacífico, salamandras e rãs, como a Rã-touro-americana
A pressão da perda de habitat, poluição, caça e desenvolvimento urbano acelerado reduziu a população de grandes predadores como lobos, ursos e gatos selvagens, levando a um aumento no número de pequenos predadores, como doninhas e guaxinins . As estradas que passam pela bacia hidrográfica dificultam seriamente o movimento de animais de grande porte. Espécies de plantas invasoras, como a ivy inglesa, tornaram o habitat menos favorável aos insetos nativos e a seus predadores. Grupos de cidadãos como No Ivy League e Friends of Forest Park se envolveram em projetos para cultivar espécies nativas e ampliar e proteger zonas ribeirinhas.

## ligações externas
- Forest Park Conservancy e Friends of Forest Park   -  Portal da geografia
  -  Portal do ambiente